# La Mort du consul noir
Pour plus de détails, voir Fiche technique et Distribution.
La Mort du consul noir (Гибель Чёрного консула) est un film de guerre soviétique réalisé par Kamil Yarmatov et sorti en 1971.
Le film complète la trilogie révolutionnaire de Kamil Yarmatov (les deux premiers films sont Tempête sur l'Asie (ru) et Les Cavaliers de la révolution (ru)). Aznavour apparaît dans la deuxième partie, mais dans la troisième il devient un personnage indépendant. Dans la deuxième partie, l'agent de sécurité Trofimov apparaît.

## Synopsis
La première scène du film se déroule dans une gare de Kogon, bondée de réfugiés, où Aznavour, « cavalier de la révolution » affublé d'une boudionovka, est chargé par le camarade Trofimov d'arrêter une « conspiration des Jeunes Boukhariens » afin d'éviter la terreur de l'émir de Boukhara, surnommé le « Consul noir ». Il apprend également les saccages des Sarbazi (ru) (fantassins) de l'émir et le massacre de Chardzhou. Dans la scène suivante, sur le col, des jeunes gens en turbans blancs se préparent à tuer l'émir. L'un d'eux, Kamal Ubeydullah, critique la terreur, mais pour ne pas être accusé de lâcheté, il a personnellement l'intention de tuer le tyran avec un fusil. Kamal est arrêté par Aznavour, déguisé en paysan. L'émir donne une montre à son sauveur et le jeune homme de Boukhara est emmené dans un cachot.
Une caravane contenant les armes du colonel Krasovsky arrive à Boukhara. Cependant, l'émir déplore le « régime communiste » auprès de ses ennemis. L'émir organise l'exécution publique des rebelles, dont un professeur et un médecin. L'un accepte dignement la mort par pendaison, tandis que l'autre demande grâce. L'exécution provoque la confusion dans la foule et l'émir ordonne la dispersion du peuple par des coups de feu. Aznavour décide de sauver Kamal et se rend de nuit, armé d'un fusil, chez le chef de la police de Boukhara, Khudoyar Pansad. Il le reconnaît comme un tchékiste, mais Aznavour lui répond que « le grand-père de son arrière-grand-père » a servi sous Tamerlan. Aznavour persuade Pansad de libérer les deux prisonniers et d'échapper à l'émir, dont les jours sont comptés. L'un des prisonniers est Kamal et l'autre est Mahmud Budi, qui s'avère être un agent secret de l'émir. Kamal est chargé par le mouvement clandestin anti-émir de remettre une lettre au camarade Lénine. Le colonel Krasovsky charge Mahmud Budi d'intercepter la lettre et de tuer Kamal et Khudoyar Pansad en tant que traîtres. Mahmud Budi s'acquitte partiellement de sa tâche, mais Kamal le maîtrise et le jette hors du train pour Tachkent.
L'émir et le colonel Krasovsky jouent au billard dans le palais, discutant des raisons de la chute de l'Empire russe. L'émir attire l'attention sur le fait qu'il reste général dans l'armée russe. Dans l'émirat de Boukhara, le soulèvement populaire sous la direction de Mirzo Rakhmatullo prend forme. Mais le commandant Mikhaïl Frounze appelle les chefs du soulèvement à retarder l'attaque de Boukhara et, pour éviter les pertes, l'émir se voit présenter un ultimatum. Parmi les parlementaires se trouvent Aznavour et Kamal, qui est désormais convaincu de la nécessité d'une alliance avec la Russie. L'émir rejette l'ultimatum et ordonne que les parlementaires soient fusillés. L'opération de Boukhara commence. L'émir ordonne de laisser passer les femmes et les enfants, mais les avions de l'Armée rouge mettent en fuite les Sarbazis. Voyant la puissance de l'Armée rouge et la faiblesse de ses partisans, le « consul noir » quitte Boukhara. Mahmud Budi est nommé gouverneur de la ville, mais il n'a aucune ressource. Il est envahi par un désespoir qui se transforme en haine de tout. C'est là, dans la cour d'une mosquée vide de la ville prise, que Mahmud Budi, le borgne, est retrouvé par les soldats de l'Armée rouge. Le commandant Trofimov déclare que Dieu est de leur côté.
Frounze télégraphie à Moscou la chute de Boukhara.

## Fiche technique
- Titre français : La Mort du consul noir[1]
- Titre original russe : Гибель Чёрного консула[2]
- Réalisateur : Kamil Yarmatov
- Scénario : Kamil Yarmatov, Mikhaïl Melkoumov (ru)
- Photographie : Miron Penson (ru)
- Musique : Ikram Akbarov (ru)
- Sociétés de production : Uzbekfilm
- Pays de production :  Union soviétique
- Langues originales : russe
- Format : couleurs
- Durée : 98 minutes
- Genre : film de guerre
- Dates de sortie :
  - Union soviétique : 15 mars 1971[2]

## Distribution
- Choukour Bourkhanov (ru) : Aznavour
- Choukhrat Irgachev (ru) : Kamal Ubaidulla
- Roman Khomiatov (ru) : Mikhaïl Frounze
- Zakir Moukhamedjanov (ru) : Mirzo Rakhmatullo
- Iouri Dedovitch (ru) : Ivan Trofimov

## Exploitation
Le film enregistre 19 700 000 entrées au box-office soviétique.